# Ґрейгаунд
Ґрейхаунд (англ. greyhound — «сірий мисливський собака») — порода хортів. Ця порода настільки поширена, що сприймається багатьма людьми як символ собаки взагалі.[джерело?] І популярний він не лише завдяки своїм успіхам на бігових доріжках і захопленню численних аматорів собачими перегонами. Багато в чому ця порода популярна і через свій відмінний характер, відмінне здоров'я і непримхливість. Володіє чудовим характером і витривалістю. Розумний, м'який і урівноважений пес.

## Зовнішній вигляд

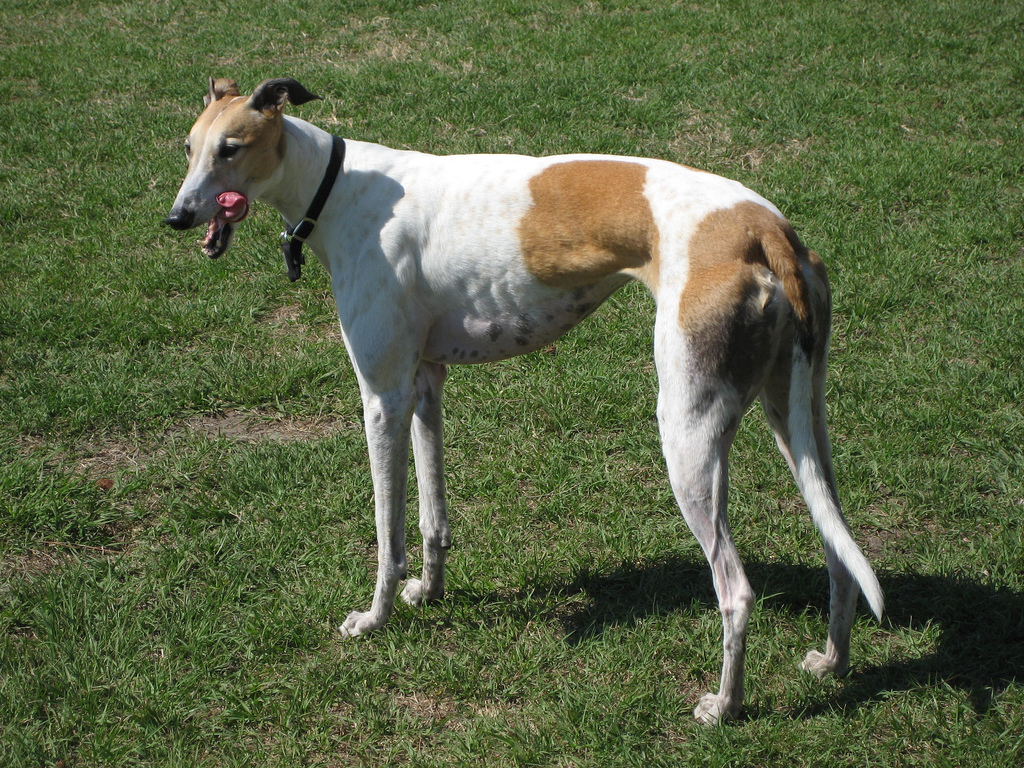
Сука ґрейгаунда

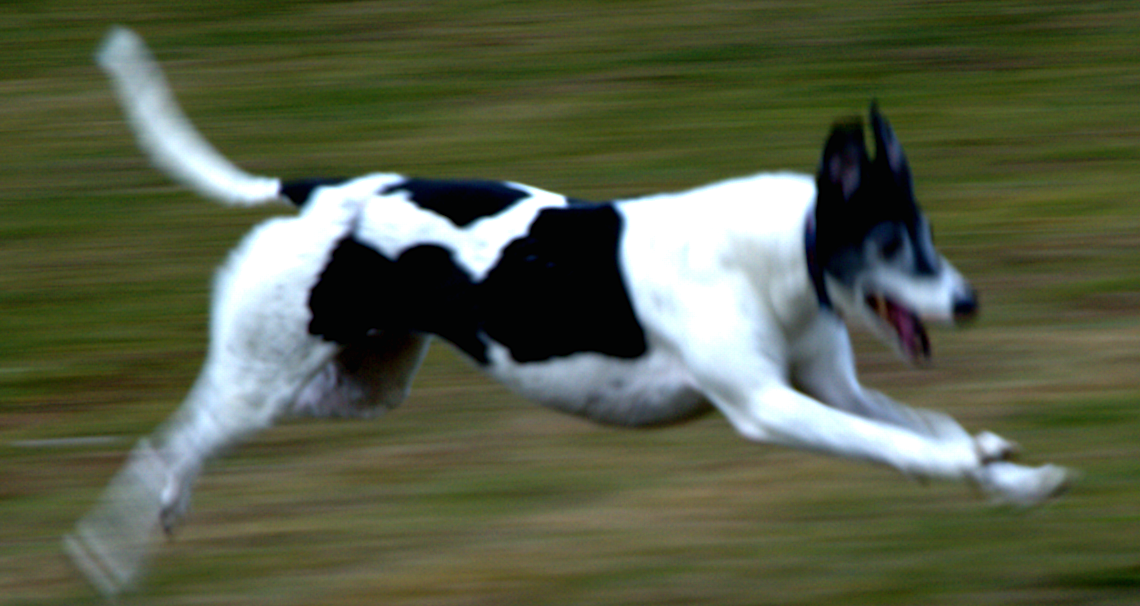
Ґрейгаунд, що мчить

Міцно складений, стрункий, має прекрасні пропорції, з потужною і симетрично сформованою мускулатурою, з довгою головою і шиєю, абсолютно правильно розташованими плечима, глибокими грудьми, об'ємистим корпусом, опуклим попереком, потужними передньою і задньою частями, правильними ногами й лапами. Гнучкість підкреслює його характерний тип і порідність.

### Голова
Довга, досить широка. Тім'яна частина плоска. Перехід до морди незначний. Щелепи потужні, добре виточені й сильні.
Очі яскраві, розумні, овальні й криво поставлені. Переважно — темні.
Вуха маленькі, у формі «пелюстків троянди», тонкі в текстурі.
Шия довга і м'язиста, елегантно зігнута, плавно переходить в плечі.

### Корпус
Спина досить довга, широка, з валиками м'язів, що виділяються з боків хребта. Поперек потужний, злегка опуклий. Груди глибокі й об'ємисті, забезпечуючи досить місця для серця. Ребра спущені, помітно вигнуті, грудна клітка довга.

### Хвіст
Довгий, посаджений досить низько, міцний в основі, звужується до кінця, злегка зігнутий.

### Кінцівки
Передні ноги довгі й прямі, з хорошим міцним кістяком. Лікті, п'ястки й пальці не вивернуті ні всередину, ні назовні. Плечі косі, правильно приганяють до спини, м'язисті без перевантаженості, звужуються і чітко обкреслені у верхніх кінцях. Лікті вільні й розташовані прямо під плечима. П'ястки помірної довжини, злегка похилі. Стегна і гомілки широкі й м'язисті, свідчать про добру силу. Колінні суглоби з добре вираженими кутами. Плесна абсолютно вертикальні й не нахилені всередину, ні назовні. Лапи помірно видовжені, із зібраними добре стислими пальцями й міцними подушечками.
Собака рухається прямим кроком, що стелеться, вільним, широким. Це дозволяє переміщатися з великою швидкістю. Задні кінцівки виносяться під корпус, надаючи великий імпульс.

### Волосяний покрив
Шерсть тонка, щільно прилегла.

### Забарвлення
Чорне, біле, червоне, блакитне, оленяче, палеве, тигрове або будь-яке з цих забарвлень у поєднанні з білим.

### Зріст
Пси — 71-76 см (28-30 дюймів), суки — 68-71 см (27-28 дюймів).

## Типи грейхаундів
Нині час, залежно від спеціалізації тих або інших ліній, в породі явно виділяються три типи ґрейгаундів: виставкові (шоу-собаки), бігові (рейсингові) і мисливські (курсингові). У передмові до стандарту англійського Кеннел-клубу вони описуються так: шоу-ґрейгаунд дещо більший, ніж його біговий родич, тоді як курсинговий тип, який полює на вільного зайця, а не на «електричного», мабуть, злегка менших розмірів, що сприяє його більшій маневровності. Водночас біговий ґрейгаунд перевершує курсингового у швидкості, і з ним може порівнятися на короткій дистанції хіба що неперевершений спринтер — гепард. Відомо, що бігові собаки можуть розвинути швидкість понад 72,4 км/год або 20,1 м/с (45 миль в годину).

## Розведення
Через те, що порода надзвичайно поширена, у світі немає очолюючого центру розведення ґрейгаундів, Так, відмінних шоу-собак отримують в багатьох розплідниках Великої Британії, США, в Скандинавії. Бігових ґрейгаундів розводять у Великій Британії, в США та інших країнах, але найкращими бігунами вважаються ірландські собаки.

## Історія
Історія виникнення породи пов'язує її з Стародавнім Єгиптом, де знайдені зображення гладкошерстих типів хортів на зразок салукі або ж слюґі (могили Бені-Хассан, близько 2000 року до н. е.). Проте дослідження ДНК у 2004 році показали, що ґрейгаунд не був близько пов'язаний з цими породами, але є ріднею вівчарки. Припускають, що вони походять від vertragus — хортів, яких тримали кельти зі східної Європи або Євразії. Передбачається, що вони (або собаки, яких називали тим же ім'ям) з'явилися на території Британських островів в 5-6 ст. до н. е. від кельтів з материкової Європи. Всі сучасні ґрейгаунди походять від собак, зареєстрованих у XVIII столітті.